# Упирево
Упирево — упразднённая в 2020 году деревня в Великоустюгском районе Вологодской области.
Входит в состав Верхнешарденгского сельского поселения, с точки зрения административно-территориального деления — в Верхнешарденгский сельсовет.
Расстояние по автодороге до районного центра Великого Устюга — 57,5 км, до центра муниципального образования Верхней Шарденьги — 11 км. Ближайшие населённые пункты — Якушино, Истопная, Загорье.